# Famille Boscal de Réals
La famille Boscal de Réals de Mornac ou Boscals de Réals (pour la branche cadette), anciennement Bosquat ou Boscal, est une famille de la noblesse française subsistante, originaire primitivement du Languedoc où elle portait le nom Bosquat ou Boscal. La famille Boscal se fixe au XVIIe siècle en Saintonge, Aunis et dans l'Angoumois.

## Histoire

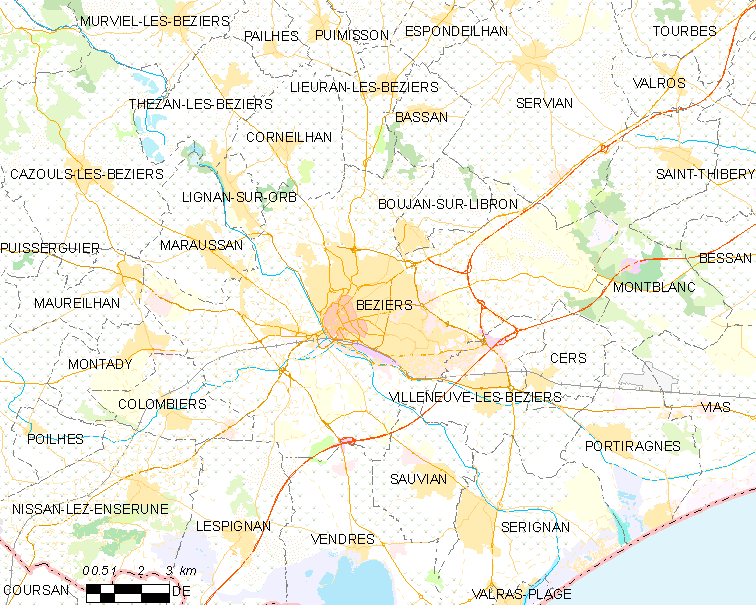
Carte de localisation.

Gustave Chaix d'Est-Ange écrit que la filiation prouvée de cette famille remonte à noble Antoine Bosquat ou Boscal qui possédait dans la première moitié du XVIe siècle la seigneurie de Réals sur l'Orb, dans la paroisse de Murviel-lès-Béziers, au diocèse de Béziers, par mariage avec la descendante de la famille de Réals.[réf. nécessaire]
Des travaux ont remonté la filiation de cette famille aux XVe siècle et XIVe siècle mais sur ces périodes antérieures Chaix d'Est-Ange écrit que « ces travaux généalogiques ne paraissent pas s'appuyer sur des preuves sérieuses ».
Antoine Bosquat est le père de noble Étienne de Bosquat, seigneur de Réals, Chaix d'Est-Ange écrit : « La situation nobiliaire de ces premiers auteurs de la famille Boscal paraît avoir été assez douteuse et on ne voit pas qu'ils aient porté la qualification d'écuyer ».
Noble François de Bosquat, seigneur de Réals, fils aîné d'Étienne, fut nommé en 1588 commandant du château de Pégayrolles. Son fils, Sébastien, fut maintenu en sa noblesse en 1670 par jugement de Monsieur de Bezons, intendant du Languedoc.
Néanmoins la branche ainée s'éteint et le fils cadet d'Étienne, César continue alors la descendance. Il est alors gentilhomme de la chambre du roi et capitaine d'une compagnie de 200 hommes au régiment de Piémont, la famille quitte dès lors le Languedoc. César fut tué à l'île de Ré en 1625. Son fils, Léon, fut député de la noblesse de Saintonge aux États généraux de Tours en 1651[Information douteuse], il acquit par échange en 1659 la baronnie de Mornac. Ses fils furent maintenus nobles en 1699. L'aîné, Jean-Louis, commandait en 1674 la noblesse du gouvernement de Brouage, dans l'île de Ré. Son fils, César-Léon, fut nommé brigadier des armées du roi.[réf. nécessaire]
Selon un tableau généalogique dans le Nouveau d'Hozier cette famille aurait eu une branche, éteinte au XIXe siècle, qui occupa des charges de robe. Parmi ses membres certains furent maintenus nobles. Un autre se désista de ses prétentions nobiliaires. Le fils de ce dernier acquis l'office anoblissant de conseiller maître en la Cour des comptes, aides et finances de Montpellier, se fit maintenir noble, obtint des lettres d'honneur en 1726. Son petit-fils obtint les mêmes lettres en 1764 et son arrière petit-fils occupait la même charge à l'époque de la Révolution française.

## Personnalités
- César-Henri Boscal de Réals (1723-1796) (fils de Charles-César), chef d'escadre ;
- Charles François Boscal de Réals de Mornac (1777-1866), maire de Saintes, député royaliste de la Charente-Inférieure de 1820 à 1830 ;
- François Léon Boscal de Réals de Mornac (1783-1858), colonel dans les armées vendéennes, officier d'ordonnance du prince allemand Henri XIII Reuss de Greiz, député de la Charente-Inférieure de 1827 à 1830 ;
- Raoul Boscal de Réals de Mornac (1830-1916), général de division, commandant l'artillerie de la place et des forts de Paris[2] ;
- Charles-Marie-François Boscal de Réals (1869-1942), général de brigade (cavalerie).[réf. nécessaire]

## Galerie de portraits

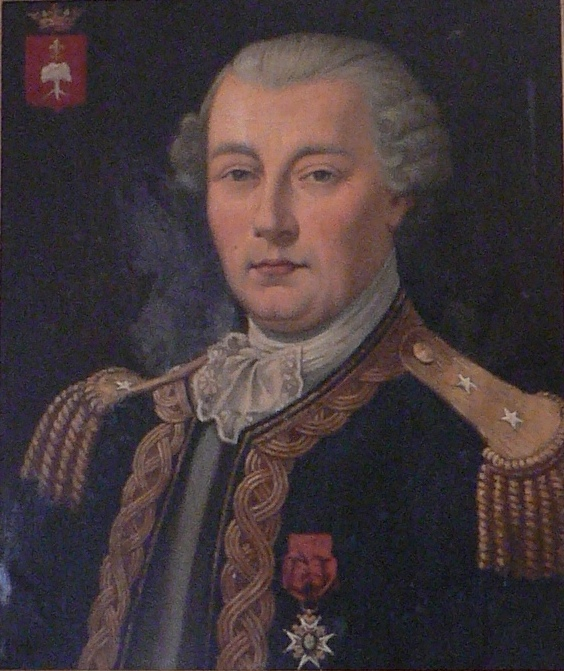
César-Henri Boscal de Réals (1723-1796).
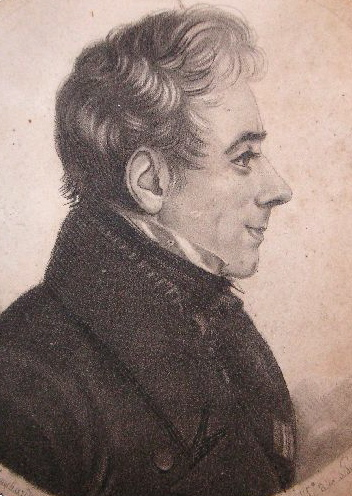
Charles François Boscal de Réals de Mornac (1777-1866).
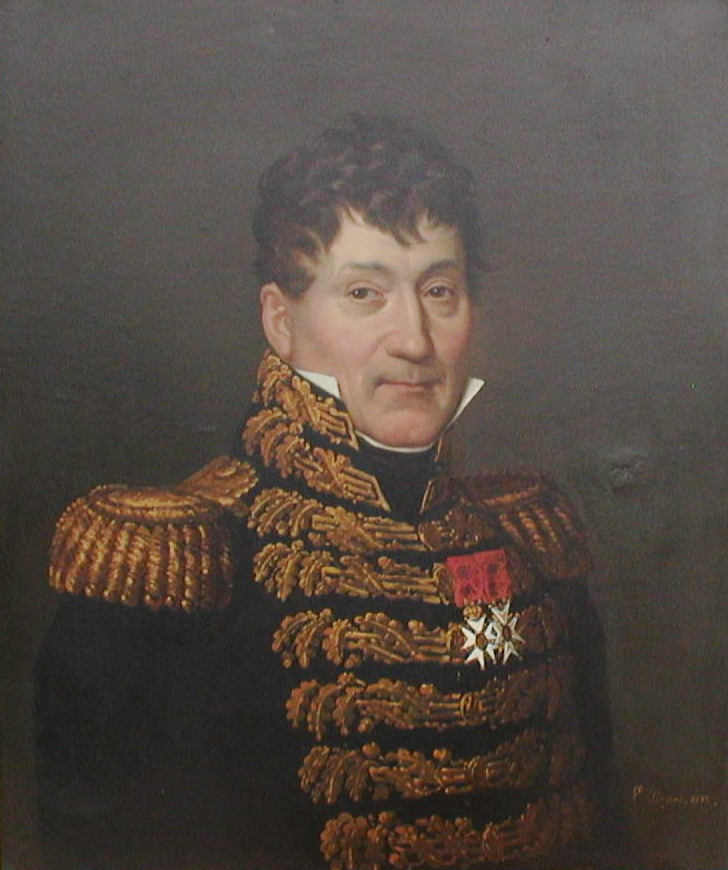
François Léon Boscal de Réals de Mornac (1783-1858).

## Filiation
- Antoine Bosquat,
  - Etienne de Bosquat
    - François de Bosquat
      - Sébastien de Bosquat

    - César de Bosquat, capitaine au régiment de Piémont
      - Léon Boscal de Réals
        - Jean Louis Boscal de Réals, baron de Mornac
          - César-Léon Boscal de Réals, comte de Mornac, brigadier des armées du Roi, chevalier de Saint-Louis
            - Michel César Boscal de Réals de Mornac
              - Pierre Boscal de Réals de Mornac
                - François Léon Boscal de Réals de Mornac, député de la Charente-Inférieure
                  - Louis Victor Alexandre César Boscal de Réals de Mornac
                    - Léon Adrien Jules Boscal de Réals de Mornac
                    - Adrien Emmanuel Raoul Boscal de Réals de Moranc, mort pour la France

              - Louis Boscal de Réals de Mornac, rameau de Badiole
                - Charles François Boscal de Réals de Mornac, maire de Saintes
                  - Louis César Boscal de Réals de Mornac
                    - Louis Célestin André Boscal de Réals de Mornac
                      - Louis Marie Boscal de Réals de Mornac
                        - André Marie Boscal de Réals

        - Charles César Boscal de Réals, branche de Bretagne
          - Pierre Charles Boscal de Réals
            - Henri César Boscal de Réals
              - Charles Marie Henri Boscal de Réals, capitaine au régiment de Bresse
              - Casimir Henri Joseph Boscal de Réals
                - Charles Marie Louis Boscal de Réals

## Châteaux et hôtels
- Château de Mornac, à Mornac-sur-Seudre
- Château de Rosampoul, à Plougonven.
- Château de Troërin, à Plouvorn (29)
- Château d'Allerit, à Vallans.
- Château d'Olbreuse à Olbreuse-Usseau (79)

## Armes, titre
Les armes de la famille se blasonnent ainsi : De gueules au chêne d'argent surmonté d'une fleur de lys d'or.
La branche installée en Bretagne les blasonne ainsi : De gueules au chêne d'argent surmonté d'une fleur de lys d'or et accosté de deux croissant affrontés d'argent.
- Titre : comte de Mornac, porté par César-Léon[1] (titre de courtoisie)

## Alliances
Les principales alliances de la famille Boscal de Réals sont les familles : Thibault de La Carte, de Kergariou, de Cazenove de Pradines, de La Lande de Calan, de La Jaille, d'Amphernet de Pontbellanger, de Montalembert de Cers, de Goué, de Villelume, d'Ussel, Sauvage de Brantes, Guyot d'Asnières de Salins, de Limburg Stirum, Savary de Beauregard, Audren de Kerdrel, de Blois, du Boishamon, Chebrou du Petit-Château, Sallé de Chou (2018).

## Pour approfondir